# Угода СРСР і Фінляндії про Аландські острови
Договір  СРСР і Фінляндії про Аландські острови — міжнародний договір між Фінляндією і СРСР, підписаний 11 жовтня 1940 року в Москві керівником Ради народних комісарів В'ячеславом Молотовим і послом Фінляндії в Радянському Союзі Юхо Кусті Паасіківі. Договір встановлював воєнний статус території Аландських островів і оголошував їх демілітаризованою зоною.
Відповідно до договору Фінляндія зобов'язувалася демілітаризувати Аландські острови, не зміцнювати і не надавати їх для збройних сил інших держав. Оголошувалася заборона на зберігання і побудову будь-яких військових об'єктів, а вже наявні на островах фундаменти для установки артилерії мали бути знищені. СРСР отримав право розташувати на островах своє консульство, до завдань якого окрім звичайних дипломатичних функцій входив контроль за виконанням Фінляндією пунктів угоди про демілітаризацію.
Угода була розірвана 25 червня 1941 . Проте після закінчення Другої світової війни і підписання Угода про перемир'я СРСР і Великої Британії з Фінляндією 10 лютого 1947 року чинність угоди про Аландські острови продовжили.